# Vaccino anti-difterite, tetano, pertosse
Il vaccino anti-difterite-tetano-pertosse (sigla DTP o DPT) è un vaccino combinato trivalente (ovvero una singola preparazione che la cui somministrazione ha come obiettivo la prevenzione di tre diverse patologie infettive) utilizzato nella prevenzione di difterite, tetano e pertosse.
La somministrazione del vaccino combinato determina copertura contro le rispettive patologie.
Il vaccino contiene componenti dei singoli batteri: tossoidi nel caso della difterite e del tetano e cellule batteriche inattivate o componenti acellulari antigeniche nel caso della pertosse.

## Storia
La storia della vaccinazione per queste tre malattie ha inizio negli anni '10 del XX secolo: il primo a essere creato fu il vaccino per la pertosse, nel 1914; nel corso degli anni '20 vennero sperimentati i primi vaccini con tossoidi inattivati contro la difterite e il tetano.
Il primo vaccino DTP venne introdotto nel 1949, diventando presto il vaccino di riferimento e sostituendo progressivamente i singoli vaccini monovalenti. Nel corso degli anni è stato sviluppato e implementato un vaccino pentavalente che risulta efficace anche contro Haemophilus influenzae e virus dell'epatite B.

## Formulazioni
Il vaccino trivalente è disponibile in diverse formulazioni, anche relativamente alla frazione anti-pertosse, che può essere cellulare inattivata o acellulare: quelle composte da batteri della pertosse inattivati (DTwP) risultavano avere più frequentemente effetti collaterali, mentre le formulazioni acellulari presentano meno effetti avversi, ma sembrano garantire una immunità di minor durata rispetto alla formulazione classica con cellule inattivate (il DTwP fornisce protezione contro la pertosse fino a 12 anni dalla somministrazione, mentre le forme acellulari necessitano di richiami più frequenti in quanto l'immunità tende a calare entro 6 anni dalla somministrazione).

### Formulazioni acellulari
Le due formulazioni maggiormente impiegate sono la DTaP e la dTpa: entrambe contengono una componente antipertossica antigenica e acellulare che viene impiegata abitualmente a partire dagli anni '90 in sostituzione della DTwP.
- DTPa (o DTPa o TDaP): rappresenta la versione pediatrica del vaccino ed è consigliato nei bambini fino ai 6 anni[12]. Risulta più sicuro rispetto alla formulazione classica con cellule intere attenuate (DTwP), ma ha anche costo maggiore[13].
- dTpa (o Tdap): è simile al precedente, ma presenta una ridotta quantità di tossoide difterico[12] ed è commercializzata dal 2005[14]. È la formulazione maggiormente impiegata negli adulti[12][14] ed è consigliata anche agli anziani[15].

## Somministrazione
Il vaccino viene somministrato tramite iniezione intramuscolare.
La vaccinazione con DTPa prevede una prima dose al 3º mese di vita, una seconda al 5º e una terza a circa un anno di vita; successivamente si procede a un richiamo a 6 anni e a uno a 14 anni. A quel punto, viene raccomandata una vaccinazione con dTpa ogni 10 anni.

## Efficacia
Gli studi effettuati sui pazienti sottoposti a vaccinazione hanno individuato che in tutte le formulazioni nei primi 10 anni l'efficacia è del 95% contro la difterite e praticamente del 100% contro il tetano. Contro la pertosse il DTPa (la formulazione pediatrica) ha un'efficacia del 98% nel primo anno dopo l'ultima dose e del 70% dopo cinque anni; il dTpa (la formulazione per adulti) ha invece un'efficacia del 70% nel primo anno dopo l'ultima dose e del 30-40% dopo quattro anni.

## Controindicazioni
Il vaccino DPT è controindicato in caso di episodi di anafilassi comparsi in precedenti vaccinazioni contro difterite, tetano o pertosse o di allergia verso uno degli ingredienti del vaccino. Le reazioni anafilattiche legate alla vaccinazione DTP sono comunque assai rare, comparendo in circa 1-6 casi per milione di iniezioni.

## Effetti avversi
Successivamente alla somministrazione del vaccino possono comparire alcuni sintomi, come:
- sonnolenza;
- nausea;
- febbre;
- arrossamento e/o gonfiore nell'area di iniezione, associati o meno a dolore localizzato;
- pianto inconsolabile[17][18][19]